# داريل بولارد
داريل بولارد (بالإنجليزية: Darryl Pollard)‏ هو لاعب كرة قدم أمريكية أمريكي، ولد في 11 مايو 1964 في إلسورث في الولايات المتحدة.

## وصلات خارجية
- داريل بولارد على موقع مرجع كرة القدم المحترفة.كوم (الإنجليزية)